# Balkány
Balkány là một thành phố thuộc hạt Szabolcs-Szatmár-Bereg, Hungary. Thành phố này có diện tích 89,99 km², dân số năm 2010 là 6362 người, mật độ 71 người/km².